# Municipio de Kil
Kil (en sueco: Kils kommun) es un municipio de la provincia de Värmland, en el suroeste de Suecia. Su sede se encuentra en la localidad de Kil. El municipio actual se creó en 1971 cuando Stora Kil se fusionó con Järnskog y una parte de Brunskog.

## Localidades
Hay cuatro áreas urbanas (tätort) en el municipio:
| # | Tätort         | Población |
| - | -------------- | --------- |
| 1 | Kil            | 7660      |
| 2 | Östra Stenåsen | 485       |
| 3 | Fagerås        | 442       |
| 4 | Högboda        | 318       |

## Ciudades hermanas
Kil esta hermanado o tiene tratado de cooperación con:
- Laihia, Finlandia
- Trysil, Noruega